# Tipula leucoprocta
Tipula leucoprocta är en tvåvingeart som beskrevs av Josef Mik 1889. Tipula leucoprocta ingår i släktet Tipula och familjen storharkrankar. Inga underarter finns listade i Catalogue of Life.